# Mariano Pedrero 1ra. Sección
Mariano Pedrero 1ra. Sección är en ort i Mexiko.   Den ligger i kommunen Teapa och delstaten Tabasco, i den sydöstra delen av landet, 700 km öster om huvudstaden Mexico City. Mariano Pedrero 1ra. Sección ligger 17 meter över havet och antalet invånare är 381.
Terrängen runt Mariano Pedrero 1ra. Sección är mycket platt. Runt Mariano Pedrero 1ra. Sección är det ganska tätbefolkat, med 52 invånare per kvadratkilometer. Närmaste större samhälle är Río de Teapa, 12,4 km norr om Mariano Pedrero 1ra. Sección. Trakten runt Mariano Pedrero 1ra. Sección består till största delen av jordbruksmark.